# Neu Ulm Challenger 1991
Il Neu Ulm Challenger 1991 è stato un torneo di tennis facente parte della categoria ATP Challenger Series nell'ambito dell'ATP Challenger Series 1991. Il torneo si è giocato a Nuova Ulma in Germania dall'8 al 14 luglio 1991 su campi in terra rossa.

## Vincitori

### Singolare
Rodolphe Gilbert ha battuto in finale  Tomas Nydahl con il punteggio di 6–2, 6–4

### Doppio
Tarik Benhabiles /  Olivier Delaître hanno battuto in finale  Carl Limberger /  Diego Nargiso con il punteggio di 6–4, 7–6